# Eunice americana
Eunice americana är en ringmaskart som beskrevs av Hartman 1944. Eunice americana ingår i släktet Eunice och familjen Eunicidae. Inga underarter finns listade i Catalogue of Life.